# Gian Gaspare Cittadini Cesi
Marquis Gian Gaspare Cittadini Cesi (* 27. April 1907 in Spoleto; † 1984 in Paris) war ein italienischer Diplomat.

## Herkunft
Er war der Sohn von Maria Fratellini und Mariano Cittadini (* 12. Juli 1873 in Terni, † 12. Februar 1939 in ebenda) einem Landwirt der 1920 mit den Amati-Brüdern zu den Gründer der Faschistischen Partei in Terni gehörte und von 1923 bis 1924 Bürgermeister von Terni war. Der aus dem alten Feudaladel stammende Marquis Mariano Rodolfo Giovanni Luigi Felice Cittadini Cesi war der Sohn von Gaspare und der Frau Elvira Cesi von den Herzögen von Acquasparta. Das männliche Aussterben der Cesi-Familie ermöglichte es den Cittadini, den Familiennamen Cesi im Jahr 1908 hinzuzufügen. So wurde Federico Cesi in der Biografie von Gian Gaspare Cittadini Cesi des Who is Who posthum in die Ahnenreihe adoptiert und dessen Leistungen 1605 die Gründung der Accademia Nazionale dei Lincei erwähnt.
Bemerkenswert ist der Palazzo dei Cittadini in der Via Roma und das noble Grab der Familie im Duomo von Terni. Mariano Cittadini Cesi heiratete 1906 Maria Margherita Fratellini di Spoleto, Tochter von Senator Salvatore Fratellini.

## Leben
1946 heiratete Gian Gaspare Cittadini Cesi Renata Tutino.
Er studierte Rechtswissenschaft, 1932 trat er in den auswärtigen Dienst.
Er war Gesandtschaftssekretär in Peking (1935), Neuchâtel (1936) und Tanger, Gesandtschaftssekretär erster Klasse in Jedda (1939)
Für das postfaschistische Italien war er ab 3. Mai 1947 Geschäftsträger in Stockholm sowie Gesandtschaftsrat im faschistischen Madrid.
Von 1953 bis 1956 war er der erste ständige Vertreter des Italienischen Außenministers beim Europarat.
Ab 1956 war er stellvertretender Generalsekretär der Organisation für wirtschaftliche Zusammenarbeit und Entwicklung.
Am 14. Juli 1972 wurde er in den Verdienstorden der Italienischen Republik aufgenommen, in den Ruhestand versetzt und Vertreter des Fiat-Konzerns in Frankreich. Er saß schließlich der 1958 gegründeten "Asociación para los Estudios de los Problemas de Europa (AEPE) vor und in der Jury  eines nach Adolphe Bentinck benannten Preises. In dieser Funktion wurde er aufgrund seines Ablebens durch Mario Luciolli abgelöst.

## Auszeichnungen
- Silber Medal Victoria-Kreuz
- Cavaliere del Ritterorden der hl. Mauritius und Lazarus
- Verdienstorden der Italienischen Republik
- Orden del Mérito Civil (Zivilverdienstorden Spaniens)[6][7]